# Návsí
Návsí là một làng thuộc huyện Frýdek-Místek, vùng Moravskoslezský, Cộng hòa Séc.